# Liste der Baudenkmäler in Erlangen-Eltersdorf
In der Liste der Baudenkmäler in Eltersdorf sind die Baudenkmäler im Erlanger Ortsteil Eltersdorf aufgelistet. Zu diesen Baudenkmälern gibt es auch eine Bildersammlung.
Diese Liste ist eine Teilliste der Liste der Baudenkmäler in Erlangen. Grundlage der Liste ist die Bayerische Denkmalliste, die auf Basis des bayerischen Denkmalschutzgesetzes vom 1. Oktober 1973 erstmals erstellt wurde und seither durch das Bayerische Landesamt für Denkmalpflege geführt und aktualisiert wird. Die folgenden Angaben ersetzen nicht die rechtsverbindliche Auskunft der Denkmalschutzbehörde.

## Baudenkmäler
| Lage                              | Objekt                              | Beschreibung | Akten-Nr.               | Bild                |
| --------------------------------- | ----------------------------------- | --- | ----------------------- | ------------------- |
| Bahnstraße 4 (Standort)           | Eisenbahnerwohnhaus                 | Zweigeschossiger Ziegelsteinbau, Ende 19. Jahrhundert | D-5-62-000-971 Wikidata | Eisenbahnerwohnhaus |
| Bahnstraße 8 (Standort)           | Bahnhof Eltersdorf, Stationsgebäude | Zweigeschossiger kubischer Sandsteinquaderbau mit Stichbogenfenstern, 1844/45 | D-5-62-000-972 Wikidata | weitere Bilder      |
| Egidienplatz 4 (Standort)         | Bauernhof                           | Wohnstallhaus, erdgeschossiger Sandsteinquaderbau mit Fachwerkgiebel und Satteldach, 18. Jahrhundert Zugehörige Scheune, stattlicher Fachwerkbau mit Satteldach, um 1700                                                       | D-5-62-000-834 Wikidata | weitere Bilder      |
| Egidienplatz 5 (Standort)         | Handwerkerzeichen                   | Eingelassen, Steinrelief, 18. Jahrhundert | D-5-62-000-835 Wikidata | weitere Bilder      |
| Egidienplatz 7 (Standort)         | Wohnhaus                            | eingeschossiger, traufseitiger Sichtziegelbau mit Satteldach, Sandsteingliederung und Zwerchhaus mit Satteldach, rückwärtig angebaut Nebengebäude, eingeschossiger Ziegelsteinbau mit Fachwerkkniestock und Frackdach, um 1880 | D-5-62-000-1467         | BW                  |
| Egidienplatz 9 (Standort)         | Kleinhaus                           | Backsteinbau, 1910 | D-5-62-000-836 Wikidata | Kleinhaus           |
| Egidienstraße 21 (Standort)       | Bauernhaus                          | Wohnstallbau, Giebel mit Eckvoluten, bezeichnet „1777“ Mit Hofeinfahrt | D-5-62-000-838 Wikidata | Bauernhaus          |
| Eltersdorfer Straße 17 (Standort) | Pfarrhaus                           | Sandsteinquaderbau, 1936–38 von Eberhard Braun mit Gartenmauer und Hofeinfahrt. | D-5-62-000-839 Wikidata | Pfarrhaus           |
| Eltersdorfer Straße 18 (Standort) | Bauernhaus                          | Sandsteinquader verputzt, 18. Jahrhundert Einfriedungsmauer, Sandstein mit Eisengitter, um 1900 | D-5-62-000-840 Wikidata | Bauernhaus          |
| Eltersdorfer Straße 21 (Standort) | Egidienkirche                       | Evangelisch-lutherische Pfarrkirche, 1909, Chorturm mittelalterlich; mit Ausstattung Friedhofshäuschen, bezeichnet „1712“, „1789“, „1880“, „1968“ Grabdenkmal von 1819 im Kirchhof                                             | D-5-62-000-841 Wikidata | weitere Bilder      |
| Eltersdorfer Straße 25 (Standort) | Bauernhaus                          | Zweigeschossig, Fachwerk verputzt, 18. Jahrhundert | D-5-62-000-842 Wikidata | Bauernhaus          |
| Eltersdorfer Straße 52 (Standort) | Bauernhaus                          | Wohnstallhaus, erdgeschossig, Sandsteinquaderbau mit Volutengiebel, bezeichnet „1748“ | D-5-62-000-843 Wikidata | Bauernhaus          |
| Königsmühle 1 (Standort)          | Königsmühle                         | Mühlenanwesen mit Wohnhaus, Scheune und Remise, Zweites Viertel 18. Jahrhundert | D-5-62-000-883 Wikidata | weitere Bilder      |
| Kreuzsteinstraße (Standort)       | Kreuzstein                          | Steinkreuz, 15. Jahrhundert | D-5-62-000-847 Wikidata | weitere Bilder      |
| Sonnenstraße (Standort)           | Egidienstein                        | Steinkreuz, angeblich 1396 | D-5-62-000-846 Wikidata | weitere Bilder      |
| Webichgasse 11 a (Standort)       | Fachwerkstadel                      | 18./frühes 19. Jahrhundert | D-5-62-000-844 Wikidata | Fachwerkstadel      |
| Weinstraße 1 (Standort)           | Bauernhaus                          | Sandsteinquaderbau, bezeichnet „1785“ | D-5-62-000-845 Wikidata | Bauernhaus          |

## Abgegangene Baudenkmäler
In diesem Abschnitt sind Objekte aufgeführt, die früher einmal in der Denkmalliste eingetragen waren, jetzt aber nicht mehr existieren, z. B. weil sie abgebrochen wurden. Aktennummern in diesem Abschnitt sind ehemalige, jetzt nicht mehr gültige Aktennummern.

| Lage                       | Objekt     | Beschreibung | Akten-Nr.               | Bild       |
| -------------------------- | ---------- | --- | ----------------------- | ---------- |
| Egidienstraße 4 (Standort) | Bauernhaus | Das erdgeschossige Wohnstallhaus aus dem 18. Jahrhundert wurde 1970 abgerissen und durch einen Neubau (Bild) ersetzt. | D-5-62-000-837 Wikidata | Bauernhaus |